# Forcipomyia hutteli
Forcipomyia hutteli är en tvåvingeart som beskrevs av Arnold och Jarry 1956. Forcipomyia hutteli ingår i släktet Forcipomyia och familjen svidknott. Inga underarter finns listade i Catalogue of Life.